# Joan Comnè (domèstic de les escoles)
Joan Comnè (grec medieval: Ἰωάννης Κομνηνός, Ioannis Komninós; nascut cap al 1015 i mort el 12 de juliol del 1067) fou un aristòcrata i alt càrrec militar de l'Imperi Romà d'Orient. Fou domèstic de les escoles durant el breu regnat del seu germà gran, Isaac I Comnè (r. 1057-1059). Després de l'abdicació d'Isaac i l'ascens de Constantí X Ducas al tron, Joan es retirà de la vida pública fins a la seva mort el 1067. A través del seu fill Aleix I Comnè, que esdevingué emperador el 1081, fou el progenitor de la dinastia dels Comnens, que governà l'Imperi Romà entre el 1081 i el 1185 i l'Imperi de Trebisonda entre el 1204 i el 1461.

## Biografia
Joan Comnè nasqué cap al 1015. Era el tercer fill (segon mascle) del patrici Manuel Eròtic Comnè, un alt comandant militar de finals del regnat de Basili II (r. 976-1025). Apareix a les fonts per primera vegada el 1057, quan el seu germà gran, Isaac, encapçalà un grup de generals que s'alçaren contra Miquel VI i el derrocaren. En el moment de la revolta, Joan era dux però, després de la victòria del seu germà, fou ascendit a curopalata i nomenat domèstic de les escoles d'Occident. No se sap res sobre les activitats de Joan durant el regnat del seu germà, tot i que segons Nicèfor Brienni el Jove, marit d'Anna Comnena, neta de Joan, com a domèstic d'Occident deixà els seus actes (no especificats) com a «monument immortal» a la gent de les províncies dels Balcans.
El regnat d'Isaac fou estroncat pel seu conflicte amb l'influent patriarca de Constantinoble, Miquel Cerulari, que havia tingut un paper decisiu en l'abdicació de Miquel VI, i la poderosa aristocràcia civil de la capital. Cerulari i els seus partidaris foren la punta de llança de l'oposició a les rigoroses mesures fiscals d'Isaac. El 22 de novembre del 1059, Isaac es veié forçat a abdicar i retirar-se al monestir d'Estúdion. En aquell moment, la corona passà a Constantí X Ducas (r. 1059-1067), tot i que Brienni sosté que primer fou oferta a Joan, que la rebutjà malgrat les pressions de la seva muller, Anna Dalassena, perquè l'acceptés. Tanmateix, l'historiador Konstandinos Varzós posa en dubte aquesta versió dels fets, que veu com a possible intent de legitimar retroactivament la posterior usurpació del tron pel fill de Joan, Aleix I Comnè (r. 1081-1118).
Les fonts no esmenten Joan durant el regnat de Constantí X, fet que segons Varzós podria indicar que havia caigut en desgràcia a ulls de l'emperador. Segons Brienni, en canvi, tant Joan com el seu germà haurien estat molt respectats pel nou emperador. El típicon de finals del segle xii del monestir de Crist Filantrop, fundat per la muller d'Aleix I, Irene Ducena, és l'única font que recull que Joan Comnè es retirà a un monestir, probablement juntament amb la seva muller. Morí sent monjo el 12 de juliol del 1067.

## Família

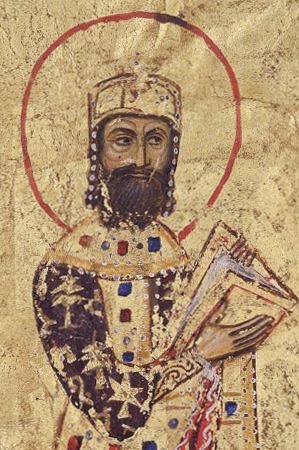
Retrat miniatura d'Aleix I Comnè

Joan Comnè es casà amb Anna Dalassena, filla d'Aleix Caront, probablement el 1044. Anna, nascuda cap al 1028, fou molt més longeva que el seu marit i, després de la seva mort, es convertí en matriarca indiscutible de la família. S'uní a complots contra la família Ducas, a qui mai no perdonà haver-se emparat del tron el 1059. Més endavant, també tingué un paper clau en el derrocament de Nicèfor III Botaniates (r. 1078-1081) i l'ascens del seu fill Aleix al tron. Durant els 15 anys següents, fou pràcticament coemperadriu del seu fill. Finalment, es retirà a un monestir, on morí el 1100 o 1102.
Joan i Anna tingueren vuit fills (cinc nens i tres nenes):
- Manuel Comnè (ca. 1045-1071), curopalata i protoestrator, casat amb una parenta de Romà IV Diògenes (r. 1068-1071).[16]
- Maria Comnena (ca. 1047) - després del 1094), casada amb el panhipersebast Miquel Taronita.[17]
- Isaac Comnè (ca. 1050-1102/1104), sebastocràtor, casat amb Irene, filla del rei d'Alània.[18]
- Eudòxia Comnena (ca. 1052 - abans del 1136), casada amb Nicèfor Melissè.[19]
- Teodora Comnena (ca. 1054 - abans del 1136), casada amb el curopalata Constantí Diògenes, fill de Romà IV.[20]
- Aleix I (1057-1118), futur emperador, casat amb Irene Ducena.[21]
- Adrià Comnè (ca. 1060-1105), protosebast, casat amb Zoè Ducena.[22]
- Nicèfor Comnè (ca. 1062 - després del 1136), sebast i drungari de la flota.[23]